# Bambu Lab
Bambu Lab (chiń. 拓竹; pinyin Tuò zhú) – przedsiębiorstwo specjalizujące się w produkcji konsumenckich drukarek 3D, z siedzibą w Shenzhen. Zostało założone w 2020 roku przez zespół inżynierów z DJI. Oddziały firmy mieszczą się w Szanghaju i Austin. Firma – wg własnych deklaracji – kontynuuje rozwój technologii druku 3D, koncentrując się na automatyzacji i poprawie użyteczności dla szerokiego grona użytkowników. 
Pierwszym produktem Bambu Lab była stacjonarna drukarka 3D Bambu Lab X1. Uruchomiona na portalu Kickstarter w 2022 roku kampania crowdfundingowa drukarki zebrała środki w wysokości ponad 7 mln USD (54 970 803 HKD), co czyni ją jedną z najbardziej udanych kampanii crowdfundingowych drukarek 3D w historii portalu. Amerykański tygodnik Time poświęcił drukarce Bambu Lab X1 artykuł w serii The Best Inventions of 2022 uznając ją tym samym – jeszcze przed premierą – za jeden z najlepszych wynalazków 2022 roku.

## Historia
Bambu Lab zostało założone przez zespół inżynierów będących ekspertami w dziedzinach robotyki i sztucznej inteligencji. Szef zespołu, urodzony i wychowany w Chinach dr Tao Ye, pracował wcześniej w znanym z produkcji dronów przedsiębiorstwie DJI, gdzie eksperymentował z drukarkami 3D. W 2023 roku ujawniono, że Bambu Lab otrzymało z początkiem 2022 roku środki z inwestycji strategicznej firmy IDG Capital. W styczniu 2024 roku Departament Obrony Stanów Zjednoczonych umieścił IDG Capital na liście chińskich firm wojskowych działających w Stanach Zjednoczonych, jednak w grudniu 2024 roku firma została z niej usunięta. 

## Drukarki 3D Bambu Lab
Firma produkuje drukarki 3D, filamenty i akcesoria do użytku osobistego, komercyjnego i edukacyjnego. W Polsce autoryzowanym dystrybutorem drukarek 3D, filamentów i akcesoriów Bambu Lab jest sklep internetowy Botland.
Popularne modele i serie drukarek 3D Bambu Lab to:
- A1 – drukarka do użytku osobistego. Obsługuje drukowanie wielokolorowe za pomocą automatycznego systemu materiałowego (AMS) o nazwie AMS Lite. Wersja A1 Mini to mniejszy wariant A1 dla początkujących użytkowników drukujących małe obiekty[8].
- P1S – zamknięta drukarka CoreXY z zaawansowanymi funkcjami dla profesjonalistów. Funkcjonalnie jest podobna do drukarki X1, lecz z uproszczoną płytką sterującą i bez skanera LIDAR do automatycznego poziomowania łoża i wykrywania pierwszej warstwy. Obsługuje druk wielokolorowy za pośrednictwem pełnowymiarowego automatycznego systemu materiałowego Bambu Lab. P1P to nieobudowana wersja P1S[9].
- X1 – zaawansowana drukarka CoreXY z wbudowanym skanerem LIDAR skierowana do profesjonalistów. Produkt został wycofany i zastąpiony przez wersje X1C i X1E. Iteracja modelu X1C (Carbon) z funkcjami takimi jak hartowana dysza, hartowane koła zębate ekstrudera, filtracja H12 HEPA i filtracja zapachów z węglem aktywnym oraz aluminiowa obudowa nawiązuje nazewnictwem do zdolności drukowania materiałów na bazie kompozytów węglowych, choć nie wszystkie materiały są kompatybilne ze względu na brak aktywnego ogrzewania komory i inne ograniczenia. X1E to zmodernizowana, gotowa do zastosowań biznesowych wersja X1C sprzedawana do użytku produkcyjnego i edukacyjnego, która jest dostarczana z dodatkowymi środkami ochrony prywatności dla firm[10].
- H2D – drukarka osiągająca wysoką dokładność. Łączy precyzyjny druk 3D w technologii FDM (Fused Deposition Modeling) z możliwością grawerowania laserowego i rysowania. Urządzenie wyposażone jest w podwójną głowicę (temperatura hotendu do 350 °C), aktywnie ogrzewaną komorę (do 65 °C), wymienne moduły lasera (10 W lub 40 W) oraz tryb Pen Drawing. Całość wspierana jest przez system optycznego pozycjonowania BirdsEye oraz zaawansowaną automatyzację podawanie i suszenie filamentu dzięki AMS 2 Pro[11].